# Вирус Андес
Вирус Андес (англ. Andes orthohantavirus, ранее Andes virus) относится к семейству Hantaviridae порядка Bunyavirales. Является основным возбудителем хантавирусного кардиопульмонального синдрома. Вирус распространён во многих странах Южной Америки, но наибольшее число заражений зафиксировано в Аргентине, Чили, Боливии и Бразилии.
Впервые вирус был обнаружен в 1995 году в образцах тканей пациента, умершего от хантавирусного кардиопульмонального синдрома. Позже было обнаружено, что вирус Андес является причиной большинства случаев хантавирусного кардиопульмонального синдрома в таких странах как Аргентина, Чили и Уругвай. Сразу после обнаружения вируса, смертность составляла около 70 %, однако впоследствии удалось снизить этот показатель до 30 %. В 2017 году в связи с выделением порядка Bunyavirales и ревизией рода Hantavirus научное название вида изменено, как и у большинства других относящихся к порядку таксонов.
Естественным переносчиком вируса является длиннохвостый рисовый хомячок (Oligoryzomys longicaudatus). Кроме того, зафиксирована возможность передачи вируса от человека к человеку, хотя среди хантавирусов это встречается достаточно часто. Изучение вируса на территории Чили показало, что его геном сильно отличается в различных географических областях.